# Berbice

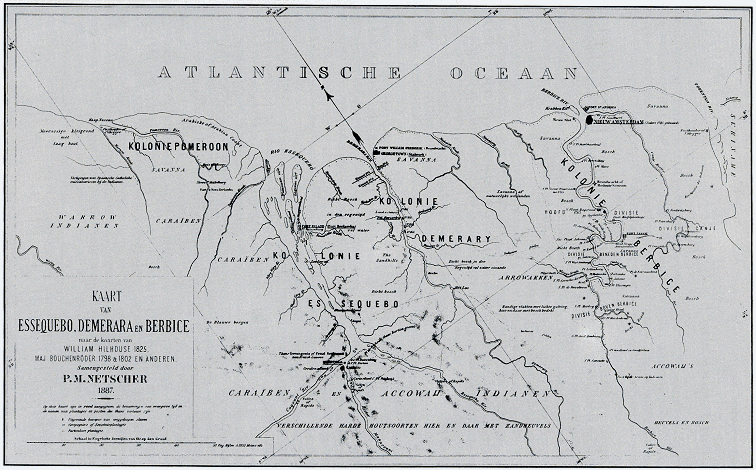
Carte des colonies néerlandaises de la Côte Sauvage (Amérique du Sud)
autour de 1800. De gauche à droite : Pomeroon, Essequibo, Démérara et Berbice.

Berbice (/bɛʁ.bis/) était une ancienne colonie néerlandaise située le long du fleuve Berbice sur la Côte Sauvage sud-américaine, dans l'actuel Guyana. 
Elle est fondée en 1627 par le marchand Abraham van Pere et fait partie ensuite d'un plus vaste ensemble, la Guyane néerlandaise (Nederlands-Guiana).
En 1712, la colonie est occupée par le Baron de Mouans et Jacques Cassard au nom de Louis XIV, mais les Van Peere en garde la jouissance jusqu'en 1714, essentiellement sucrière, après avoir payé rançon au corsaire. Les cinq descendants des Van Peere fondent en 1720, la Société de Berbice ((nl)Sociëteit van Berbice), coté à la bourse d'Amsterdam. En 1763, une importante révolte d'esclaves conduit au déclin. En 1795, la dissolution de la Société intervient en même temps que celle de la Compagnie néerlandaise des Indes occidentales.
Après 1796, Berbice est occupée par les Britanniques et les Français durant la quatrième guerre anglo-néerlandaise. Finalement, elle est cédée ainsi que les colonies d'Essequibo et de Démérara, au Royaume-Uni à la suite du Traité anglo-néerlandais de 1814. Elle forme dès 1831 l'une des parties de la Guyane britannique. La région fait maintenant partie du Guyana.
La colonie a donné son nom à la variété de cacao qui y était cultivé dans des quantités assez importantes : le cacao Berbiche. Ce cacao avait un goût jugé moins bon que le Cacao Criollo jusqu'à l'arrivée des cacaos plus résistants aux maladies comme le forestero.
C'est l'une des nombreuses colonies de la Côte Sauvage, entre le delta de l'Orénoque et celui de l'Amazone, occupée aujourd'hui par la Guyane française, le Suriname et la Guyana.

## Commandeurs néerlandais
- Matthijs Bergenaar (1666 - 1671)
- Cornelis Marinus (1671 - 1683)
- Gideon Bourse (1683 - 1684)
- Lucas Coudrie (1684 - 1687)
- Matthijs de Feer (1687 - 1712)
- Steven de Waterman (1712 - 1714)
- Anthony Tierens (1714 - 1733).

## Lieutenant-gouverneurs britanniques
- Robert Nicholson (1806 - 1807)
- James Montgomery (1807 - 1809)
- William Woodly (1809 - 1810)
- Samuel Dalrymple (1810)
- Robert Gordon (premier mandat) (1810 - 1812)
- John Murry (1812 - 1813)
- Robert Gordon (second mandat) (1813)
- Grant (acting) (1813 - 1814)
- Henry William Bentinck (1814 - 1820)
- Thistlewayte (1820 - 1821)
- J. Cameron (1821)
- Henry Beard (1821 - 21 juillet 1831).